# Rinorea melanodonta
Rinorea melanodonta és una espècie de planta amb flor que pertany a la família de les violàcies. Creix al nord de Sud-amèrica (Colòmbia, Veneçuela, Trinitat i Tobago i Guyana)

## Taxonomia
Rinorea melanodonta va ser descrita per Blake i publicat a Contributions from the United States National Herbarium 20(13): 511, t. 35, l'any 1924. (19 juliol de 1924) (Contr. U.S. Natl. Herb.).